# Juan Álvarez Guerra
Juan Álvarez Guerra (Zafra, 29 de mayo de 1770-Madrid, 13 de abril de 1845) fue un político español, pariente lejano de los hermanos Manuel y Antonio Machado (su hermano el filósofo y militar José Álvarez Guerra fue bisabuelo de los hermanos).  

## Biografía
Estudió Derecho, comenzando una temprana práctica como abogado en Madrid. También interesado por la agricultura, tradujo por cometido de la Real Sociedad Económica de Amigos del País de Madrid los dieciséis volúmenes del monumental Diccionario Universal de Agricultura dirigido por el francés François Rozier (1797-1803), para lo que recabó la ayuda de su hermano José (cada volumen sobrepasaba las cuatrocientas páginas). Tras este esfuerzo acabó convertido en uno de los mayores expertos en Agronomía de España, pese a lo cual se le discutieron algunas de sus ideas en el Diario de Madrid. Fundó junto a su amigo Manuel José Quintana, también de origen extremeño, la revista Variedades de Ciencias, Literatura y Artes (1803-1805), colaboró en la Gaceta y más tarde promovió y dirigió el Diario de Badajoz (1810), para volver a colaborar con Quintana en Cádiz en la tercera época de su Semanario Patriótico. 
Combatió en la Guerra de la Independencia como soldado, participando en citadas labores periodísticas a partir de 1810 y defendiendo medidas desamortizadoras en su Modo de extinguir la deuda pública... (1813), publicado en el Redactor General de Cádiz, siendo designado poco después Secretario de la Junta Suprema de Censura y en mayo ministro de la Gobernación de la Península, cargo que ya venía ejerciendo interinamente pocos meses antes. Vuelto Fernando VII en 1814, la reacción absolutista del Manifiesto de los Persas hace que se le encarcele en Ceuta por sus simpatías liberales y allí profundizó su amistad con el también preso liberal Agustín Argüelles y diseñó y patentó un nuevo tipo de trillo que fue perfeccionado más tarde por el maestro armero y artillero Juan Francisco Gutiérrez (Correcciones al trillo inventado por Juan Álvarez Guerra, Madrid: Imp. Real Compañía, 1817). 
Vuelto a la actividad política con el Trienio liberal (1820-1823), es elegido diputado por su Extremadura natal en 1820, alineándose en las Cortes con el Partido Moderado; ya entonces era liberal doctrinario y lidera un proyecto para restringir el poder de las Sociedades Patrióticas, logrando su propósito. Tras la restauración plena del régimen absolutista es exiliado en su villa natal. Al comenzar la regencia de María Cristina de Borbón-Dos Sicilias y el reinado de Isabel II tuvo diversas responsabilidades públicas; Prócer del reino, ministro de Fomento General del Reino y ministro del Interior en el gabinete del conde de Toreno el 7 de junio de 1835, dimitiendo tras aplastar violentamente las revueltas de esos días el 14 de septiembre de ese mismo año poco antes de que Juan Álvarez Mendizábal se hiciera cargo del gobierno.

## Obras
- Modo de extinguir la deuda pública (1813)
- Memoria leída a las Cortes (1814).
- Memoria sobre el cultivo del arroz
- Cultivo del arroz anegado y de secano o de monte: y de usos en la economía doméstica, en la medicina y en las artes.
- Traducción y notas de François Rozier, Curso completo o Diccionario universal de agricultura teórica, práctica y económica, y de medicina rural y veterinaria... Madrid: Imprenta Real, 1797-1803, 16 vols. Hay ed. facsímil moderna: Maxtor, 2005.
- Taquigrafía o método de escribir inventado por Samuel Taylor (Madrid, 1800) .
- Proyecto de una ley agraria o código rural